# Euploea pagenstecheri
Euploea pagenstecheri är en fjärilsart som beskrevs av Hagen 1897. Euploea pagenstecheri ingår i släktet Euploea och familjen praktfjärilar. Inga underarter finns listade i Catalogue of Life.